# Cyrtocarenum grajum
Espèce
Synonymes
- Cteniza graja C. L. Koch, 1836

Cyrtocarenum grajum est une espèce d'araignées mygalomorphes de la famille des Ctenizidae.

## Distribution
Cette espèce est endémique de Grèce.

## Description
La carapace du mâle décrit par Decae en 1996 mesure 7,1 mm de long sur 6,4 mm et celle de la femelle 8,1 mm de long sur 7,9 mm.

## Systématique et taxinomie
Cette espèce a été décrite sous le protonyme Cteniza graja par C. L. Koch en 1836. Elle est placée dans le genre Cyrtocarenum par Simon en 1885.

## Publication originale
- C. L. Koch, 1836 : Die Arachniden. Nürnberg, Dritter Band, p. 1-104 (texte intégral).